# Bohuslav Záruba
Bohuslav Záruba (* 19. dubna 1940 Zlín) je český politik, na přelomu 20. a 21. století poslanec Poslanecké sněmovny za ODS.

## Biografie
Vystudoval Přírodovědeckou fakultu Univerzity Palackého v Olomouci a nastoupil pak na zlínské (gottwaldovské) gymnázium. V letech 1990–1998 byl ředitelem Gymnázia Zlín.
Ve volbách v roce 1998 byl zvolen do poslanecké sněmovny za ODS (volební obvod Jihomoravský kraj). Byl místopředsedou sněmovního mandátového a imunitního výboru a členem ústavněprávního výboru. Mandát poslance obhájil ve volbách v roce 2002. Zůstal místopředsedou sněmovního mandátového a imunitního výboru a byl rovněž členem výboru pro vědu, vzdělání, kulturu, mládež a tělovýchovu. V parlamentu setrval do voleb v roce 2006.
V komunálních volbách roku 1994 byl zvolen do zastupitelstva města Zlín za ODS. Neúspěšně sem kandidoval za ODS i v komunálních volbách roku 1998, komunálních volbách roku 2002 a komunálních volbách roku 2006. K roku 2006 se uvádí jako důchodce.